# Sardinius
Sardinius es un género extinto de peces del orden Myctophiformes.

## Descripción
Se trata de un género de peces de tamaño pequeño a mediano, longitud corporal aproximadamente 5-6 veces su altura. Con un cuerpo robusto, longitud de la cabeza ligeramente superior a la altura del cuerpo y ancha, la aleta dorsal triangular. Boca grande y profunda, dirigida hacia arriba. La mandíbula superior se extiende más allá del borde posterior del ojo. Algunas especies como Sardinius cordieri contaban con 45 vértebras, aletas pélvicas relativamente pequeñas con alrededor de 10 radios, aleta anal detrás de la dorsal con 20 radios; aleta caudal ligeramente bifurcada. Además su cuerpo estaba formado por escamas grandes y uniformes a lo largo de la línea lateral.